# Parafia Wniebowzięcia Najświętszej Maryi Panny w Kamieńczyku nad Bugiem
Parafia Wniebowzięcia Najświętszej Maryi Panny w Kamieńczyku nad Bugiem – parafia rzymskokatolicka w dekanacie jadowskim diecezji warszawsko-praskiej.

## Historia
Erygowana w XIII wieku. Mieści się przy ulicy Wyszyńskiego. Prowadzą ją księża diecezjalni.

### Kościół parafialny
Kościół Wniebowzięcia Najświętszej Maryi Panny w Kamieńczyku nad Bugiem

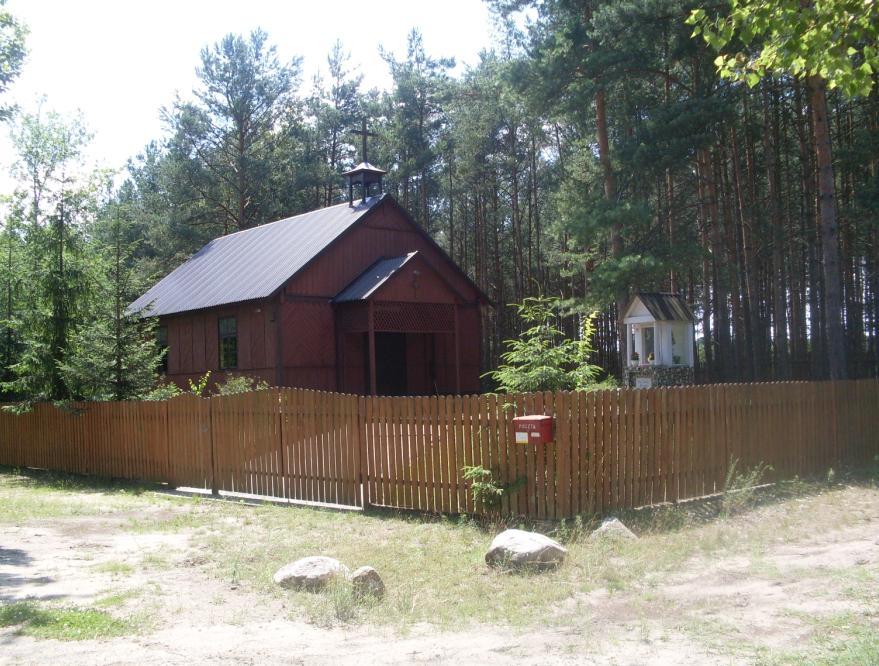
Kaplica filialna w Kukawkach

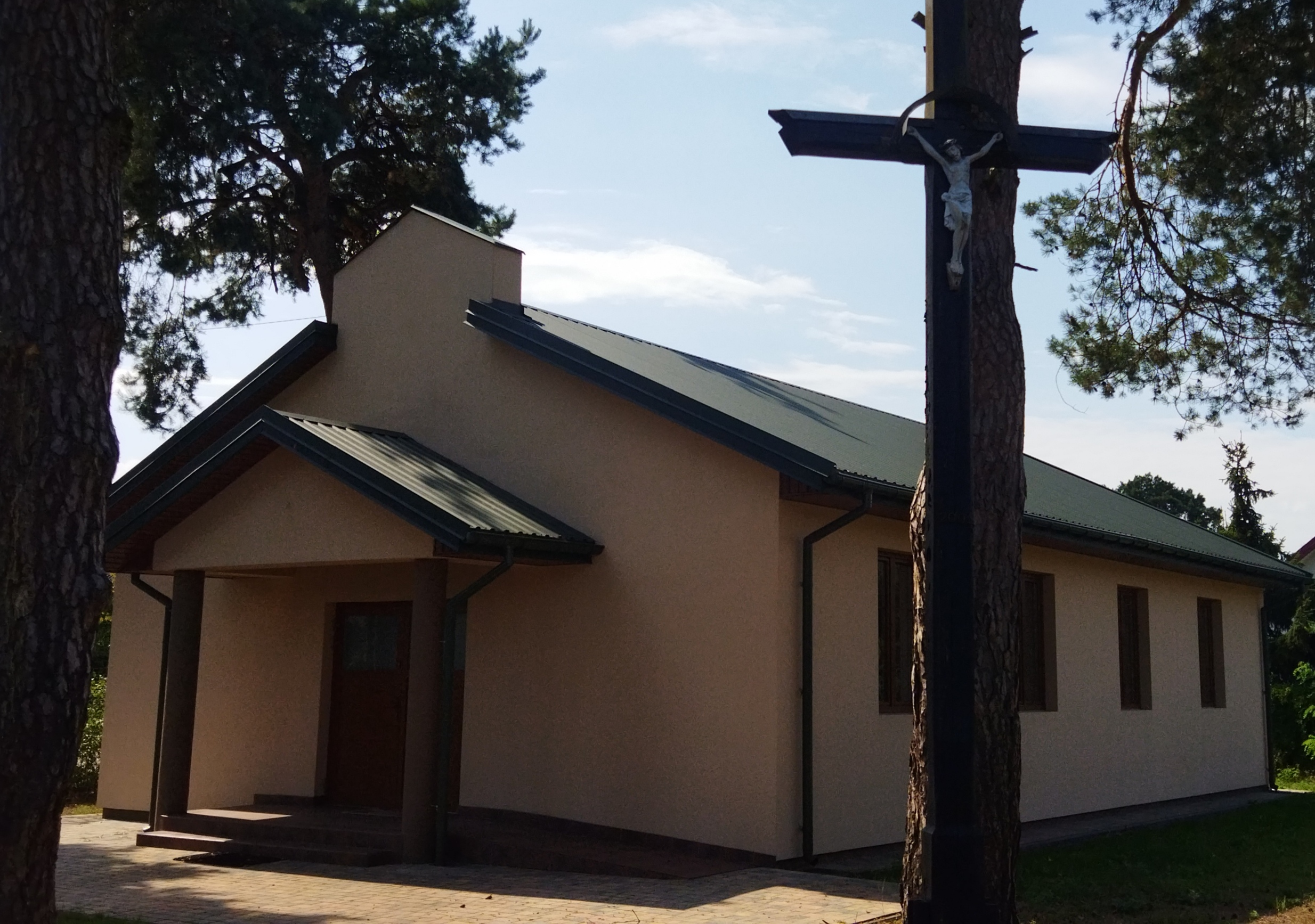
Kaplica filialna w Skuszewie

### Kaplice[1]
- w Skuszewie
- w Kukawkach
- Matki Bożej Loretańskiej w Loretto

## Obszar parafii
W granicach parafii znajdują się miejscowości: Gajówka Nadkole, Kamieńczyk, Kukawki, Loretto, Nadkole, Puste Łąki, Skuszew, Strachów, Szumin (bez Wywłóki), Świniotop.